# سارا میشل
سارا میشل (فرانسوی: Sarah Michel‎؛ زادهٔ ۱۰ ژانویهٔ ۱۹۸۹) بازیکن بسکتبال اهل فرانسه است.
او در مسابقات کشوری و بین‌المللی در مجموع برندهٔ ۳ مدال نقره، ۱ مدال برنز شده‌است.